# 1972 a tudományban
Az 1972. év a tudományban és a technikában.

## Díjak
- Nobel-díjak
  - Fizikai Nobel-díj: John Bardeen, Leon Neil Cooper, John Robert Schrieffer
  - Fiziológiai és orvostudományi Nobel-díj: Gerald M. Edelman, Rodney Robert Porter
  - Kémiai Nobel-díj: Christian Anfinsen, Stanford Moore, William H. Stein

## Születések
- június 28. – Ngô Bảo Châu vietnámi matematikus
- július 26. – Sheikh Muszaphar Shukor maláj űrhajós

## Halálozások
- január 27. – Richard Courant német származású, később amerikaivá lett matematikus, matematika-történész (* 1888)
- május 4. – Edward Calvin Kendall orvostudományi Nobel-díjas (megosztva) amerikai vegyész (* 1886)
- június 13. – Békésy György Nobel-díjas magyar-amerikai biofizikus, akadémikus (* 1899)
- június 18. – Milton Humason (Milton Lasell Humason) amerikai csillagász (* 1891)
- október 1. – Louis Leakey kenyai régész, antropológus és természettudós (* 1903)
- október 14. – Schulek Elemér magyar vegyész, gyógyszerész, egyetemi tanár, az MTA tagja (* 1893)
- október 20. – Harlow Shapley amerikai csillagász (* 1885)
- november 25. – Henri Coandă román mérnök, feltaláló, aerodinamikai úttörő (* 1886)
- december 17. – Charles Greeley Abbot amerikai asztrofizikus, napkutató (* 1872)
- december 23. – Andrej Nyikolajevics Tupoljev szovjet–orosz repülőgép-tervező (* 1888)